# Maude Karlén
Maude Astrid Karlén (ur. 25 listopada 1932 w Sztokholmie), szwedzka gimnastyczka. Srebrna medalistka olimpijska z Melbourne.
Zawody w 1956 były jej jedynymi igrzyskami olimpijskimi. Po medal sięgnęła w konkurencji drużynowych ćwiczeń z przyborem.